# Parafia św. Barbary w Płośnicy
Parafia Świętej Barbary w Płośnicy – parafia rzymskokatolicka z siedzibą w Płośnicy, w dekanacie Lidzbark Welski w diecezji toruńskiej. Parafia została założona w 1949.                                                    

## Zasięg parafii
Do parafii należą wierni z miejscowości: Płośnica, Prioma, Rutkowice, Turza Mała.

## Grupy parafialne
Akcja Katolicka, Stowarzyszenie Rodzin Katolickich, Żywy Różaniec.